# Александрово-Жуково
Александрово-Жуково (рос. Александрово-Жуково) — присілок у Липецькому районі Липецької області Російської Федерації.
Населення становить 26  осіб. Належить до муніципального утворення Івовська сільрада.

## Історія
З 13 червня 1934 до 1954 року у складі Воронезької області. Відтак входить до складу Липецької області.
Згідно із законом від 2 липня 2004 року №114-оз органом місцевого самоврядування є Івовська сільрада.

## Населення
| 1859 | 2010 | 2012 |
| ---- | ---- | ---- |
| 236  | ↘28  | ↘26  |